# Розрив (геологія)

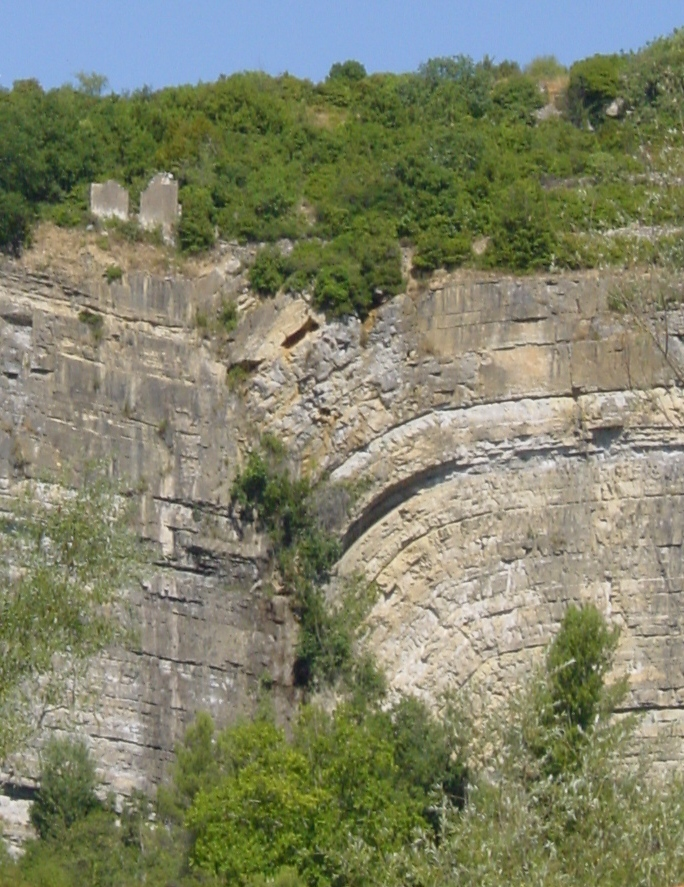
Розрив гірських порід. Франція. Ліва сторона рухається вниз, а права рухається вгору.

Розрив (англ. fracture, rupture, fissure; нім. Störung, Bruch, Bersten, Zerspringen, Unterbrechen) — загальна назва багатьох видів тектонічних порушень суцільності верств земної кори, які супроводжуються переміщенням розірваних частин геологічних тіл один відносно одного, серед яких у залежності від переміщення крил і положення зміщувача розрізняють (морфологічна класифікація): підкид, скид, зсув і їх різновиди (насув, підсув, шар'яж, розсув) або поєднання (зсуво-скид, скидо-зсув). З позицій нафтогазовидобування важливим є співвідношення амплітуди розриву і товщини продуктивних пластів, що зумовлює наявність чи відсутність контактів однойменних і різнойменних пластів по площині розриву, гідрогазодинамічного зв'язку. В Україні поширені в Карпатах, Кримських горах, на Донецькій височині. Син. — розрив тектонічний, розривне порушення.

## Розривні зміщення
Розривні зміщення (англ. faults, paraclases; нім. Abschiebungen, Verwerfungen, Paraklasen) — тектонічні розриви, які супроводжуються зміщенням. Син. — параклази.

## Розривні рухи
Розривні рухи (англ. fault movements, fracturing, movements of rupture; нім. Bruchbewegungen) — тектонічні рухи, які викликають порушення суцільності геологічних тіл і утворення розривів та тріщин, по яких відбуваються зміщення гірських порід.
Розривні рухи, які є наслідком коливальних видів руху, призводять до незворотного процесу утворення складок розривних форм. При розривних рухах відбувається зміна горизонтальної або складчастої форми залягання гірських порід унаслідок інтенсивного впливу на породи внутрішніх сил Землі. При утворенні складок пласти часто не витримують напруги і розриваються. При цьому утворюються тріщини, через котрі пласти можуть зміститися один відносно іншого.
Крім тріщин, до розривних порушень відносять скиди, підкиди, зсуви, насуви.
Порушення, при якому одна частина складки опускається, а інша залишається на колишньому місці, називається скидом. Якщо одна частина складки піднімається, а інша залишається на колишньому місці, то утворюється підкид.
При розривних рухах особливо часто руйнуються склепінні частини антикліналей. Якщо склепінна частина антикліналі виявляється піднятою відносно опущених крил, то така структура називається горстом. Структура, в якій склепінна частина антиклі-налі відносно нерухомих крил опущена, називається грабеном.
Якщо ж при розриві пласта переміщення відбувається не по вертикалі, як при утворенні скиду і підкиду, а в горизонтальному напрямку, то утворюється зсув.
Часто спостерігаються поєднання скидів і зсувів — скидо-зсуви.
Іноді гірські породи зсуваються майже в горизонтальному напрямі, утворюючи підкиди з дуже малим кутом нахилу до площини розриву. Така форма структури називається насувом.

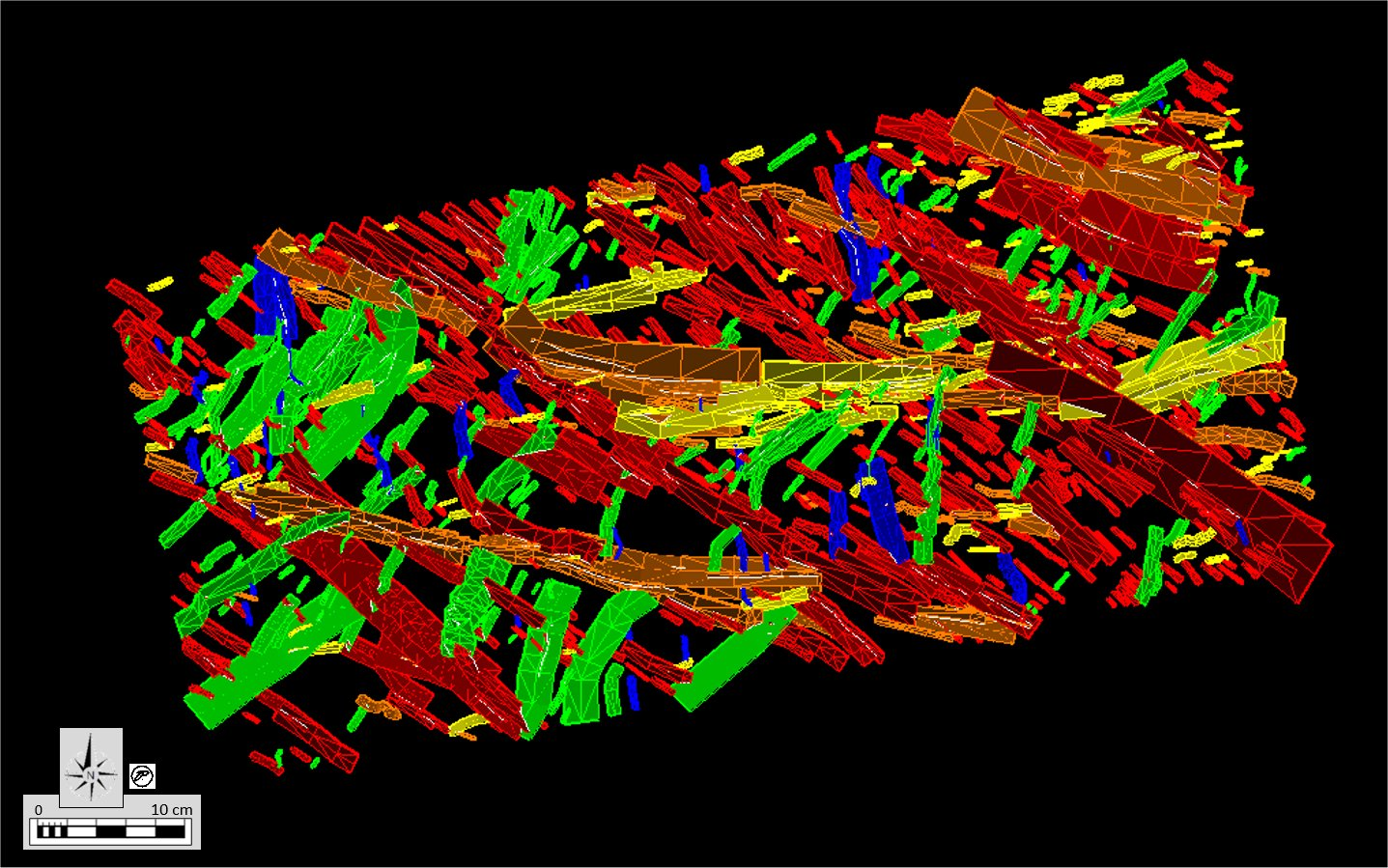
Тривимірна комп'ютерна модель мережі розломів і руйнувань (DFN/DFFN), що показує різні геологічні набори у кольорах, створених протоколом DMX з використанням комбінації ймовірнісних та детермінованих процедур

## Моделювання
З середини 1980-х років 2D і 3D комп'ютерне моделювання мереж геологічних розривів стало звичайною практикою в науках про Землю. Ця технологія відома як моделювання «DFN» (discrete fracture network — дискретна мережа розривів"), пізніше модифікована в моделювання «DFFN» (discrete fault and fracture network — дискретна мережа розломів і руйнувань").